# ラムナン硫酸
ラムナン硫酸（ラムナンりゅうさん、rhamnan sulfate）は、緑藻類のヒトエグサ、スジアオノリ、アナアオサや微細藻類のスピルリナ などに含まれる多糖類の一種。その中でもヒトエグサでの含有量が最も高い。平均分子量は数万から数百万、主な構成糖はL-ラムノースと硫酸化L-ラムノースで、硫酸化多糖でもある。ラムナン硫酸にはまだまだ未知の部分が多く、これからの研究・発展が期待される多糖である。

## 研究
硫酸化多糖には、コンドロイチン硫酸、デルマタン硫酸、ヘパラン硫酸、フコイダンなど色々なものがあり、これらは以前から研究されていたが、ラムナン硫酸についてはほとんど研究がされていなかった。1980年代に埼玉大学の前田昌徹教授らがヒトエグサのラムナン硫酸に着目、研究した結果、その構造や血液凝固阻害活性が明らかになった。これが、ラムナン硫酸の本格的な研究の始まりである。ラムナン硫酸による様々な生体への作用が報告されている。

抗血液凝固作用と血管内皮細胞に対する抗炎症作用 

ラムナン硫酸は血液の凝固を阻止する抗血液凝固作用をもつことが知られている。これは血栓形成予防につながる。試験管内での抗トロンビン活性 、活性化部分トロンボプラスチン時間やプロトロンビン時間の延長による抗血液凝固作用が報告され、アンチトロンビン依存的にトロンビンを阻害することが示されている。さらにラットにラムナン硫酸を投与することにより活性化部分トロンボプラスチン時間やプロトロンビン時間の延長が認められ、n vivoでも抗血液凝固作用が認められている。また生活習慣病や血栓症などの様々な病気の原因となる血管内皮細胞に対するラムナン硫酸の抗炎症作用が培養細胞を用いた実験で明らかになっている

抗ウイルス作用 

抗ウイルス作用についても比較的古くから研究がなされ、培養細胞を使った単純ヘルペスウイルスI型、サイトメガウイルス、エイズウイルス、インフルエンザウイルスやコロナウイルス等のエンベロープ型ウイルスに対する抗ウイルス活性が知られている。さらにインフルエンザA型ウイルスを用いて詳細な評価がなされており、ウイルスの細胞への吸着、侵入過程を阻害することが明らかになっている。さらにマウスでのインフルエンザ増殖抑制効果、中和抗体価産生刺激効果、マウスでのエンテロウイルスに対する増殖抑制効果が報告されおり、in vivoでも抗ウイルス作用を示すことがわかっている。

生活習慣病に対する作用 

生活習慣病に絡んでゼブラフィッシュを使ったラムナン硫酸の体重増加抑制作用と肝臓脂質沈着制御作用、ヒト試験でのラムナン硫酸4週間摂取による血中コレステロールの低下作用、ラットとヒトでラムナン硫酸摂取による血糖値上昇抑制作用が知られている。

その他 

ヒアルロン酸は皮膚において水分の保持や柔軟性の維持に重要な役割を持っている。これが減少すると皮膚の乾燥やしわの原因となる。ヒアルロニダーゼはヒアルロン酸を分解する酵素であり、これを阻害することは皮膚の乾燥やしわの防止になると考えられている。実際にラムナン硫酸の試験管内でのヒアルロニダーゼ阻害活性が認められている。